# Ярцево (Вожегодский район)
Ярцево — деревня в Вожегодском районе Вологодской области.
Входит в состав Вожегодское городское поселение, с точки зрения административно-территориального деления — в Вожегодский сельсовет.
Расстояние до районного центра Вожеги по автодороге — 4 км. Ближайшие населённые пункты — Вожега, Заболотье, Окуловская-1.
По данным переписи в 2002 году постоянного населения не было.